# Marmaduke Tunstall
Marmaduke Tunstall FRS-tag (1743. – 1790. október 11.) angol ornitológus és természettudományi gyűjtő. Az „Ornithologica Britannica” (1771) című madártani könyv szerzője. Lehetséges, hogy ez az első brit könyv, amely a kettős nevezéktant használta. Zoológiai szakmunkákban nevének rövidítése: „Tunstall”.

## Élete és munkássága
Marmaduke Tunstall a Yorkshire-i Burton Constable faluban született. 1760-ban, a következő birtokokat örökölte családjától: Scargill, Hutton, Long Villers és Wycliffe. Mivel katolikus volt, tanulmányait a franciaországi Douaiban végezte el. Tanulmányai végeztével Tunstall a londoni Welbeck Street-re költözött, ahol egy nagy alapterületű múzeumot alapított. Múzeuma mellett rengeteg élő madara és egyéb állata is volt. 1776-ban, miután megházasodott, múzeumát és gyűjteményét átköltöztette Wycliffe-i birtokára. Korának egyik legszínvonalasabb gyűjteményét hozta létre Angliában.
Tunstall 21 éves korában, a Society of Antiquaries of London tagja lett. 1771-ben FRS-tagnak is megválasztották.
Marmaduke Tunstall Wycliffe-ban halt meg. Öröksége mostohatestvérére, William Constable-ra szállt. Constable meghívta Wycliffe-ra Thomas Bewick-et, aki két hónap alatt számos rajzot készített a gyűjteményben levő madarakról. Később, 1822-ben a gyűjteményt megvásárolta a Newcastle Society, amely alapjául használta fel a Natural History Society of Northumberland, Durham and Newcastle upon Tyne Museum, rövidebb nevén Hancock Museum alapításakor.

## Marmaduke Tunstall által alkotott és/vagy megnevezett taxonok
Az alábbi linkben megnézhető Marmaduke Tunstall taxonjainak egy része.

## Fordítás
- Ez a szócikk részben vagy egészben  a   Marmaduke Tunstall című angol Wikipédia-szócikk ezen változatának fordításán alapul.  Az eredeti cikk szerkesztőit annak laptörténete sorolja fel. Ez a jelzés csupán a megfogalmazás eredetét és a szerzői jogokat jelzi, nem szolgál a cikkben szereplő információk forrásmegjelöléseként.